# St. Johann in Engstetten
St. Johann in Engstetten ist eine Ortschaft und eine Katastralgemeinde der Gemeinde St. Peter in der Au im Bezirk Amstetten in Niederösterreich.

## Geschichte
Die älteste Erwähnung findet sich in einem Güterverzeichnis des Stiftes Garsten, als dem Stift um 1110 zwölf Bauerngüter in Enggizinstetin übereignet wurden, die der Kirche des heiligen Johannes zugutekommen mögen. Bis 1367 war der Ort eine Pfarre des Stiftes Garsten, dann wurde er nach Wolfsbach eingepfarrt, eine Pfarre des Stifts Seitenstetten.
Um 1500 errichtete man die heutige, zweischiffige Hallenkirche mit dem vorgestellten Westturm. 1647 richtete das Stift Seitenstetten in St. Johann ein Vikariat ein und 1804/05 wurde der neue Pfarrhof errichtet, womit der Ort auch einen Pfarrer erhielt.
Mit der Aufhebung der Grundherrschaft im Jahr 1848 wurde der Ort zu einer eigenständigen Gemeinde, der mit dem Bau der Westbahn vor einer großen Herausforderung stand. Die Strecke führte sehr nahe am Ort vorbei, jedoch konnte zunächst keine Station erwirkt werden. Die Haltestelle St. Johann-Weistrach wurde erst 1889 eröffnet.
Im Jahr 1971 bildete sich die Großgemeinde St. Peter in der Au, der sich St. Johann anschloss.

## Siedlungsentwicklung
Zum Jahreswechsel 1979/1980 befanden sich in der Katastralgemeinde St. Johann in Engstetten insgesamt 122 Bauflächen mit 61294 m² und 108 Gärten auf 302105 m², 1989/1990 waren es 118 Bauflächen. 1999/2000 war die Zahl der Bauflächen auf 177 angewachsen und 2009/2010 waren es 170 Gebäude auf 429 Bauflächen.

## Öffentliche Einrichtungen
In St. Johann gibt es einen Kindergarten.

## Landwirtschaft
Die Katastralgemeinde ist landwirtschaftlich geprägt. 646 Hektar wurden zum Jahreswechsel 1979/1980 landwirtschaftlich genutzt und 42 Hektar waren forstwirtschaftlich geführte Waldflächen. 1999/2000 wurde auf 654 Hektar Landwirtschaft betrieben und 41 Hektar waren als forstwirtschaftlich genutzte Flächen ausgewiesen. Ende 2018 waren 617 Hektar als landwirtschaftliche Flächen genutzt und Forstwirtschaft wurde auf 47 Hektar betrieben. Die durchschnittliche Bodenklimazahl von St. Johann in Engstetten beträgt 48,1 (Stand 2010).

## Persönlichkeiten
- Friedrich Platzer (1928–1975), Kaufmann und Abgeordneter zum Landtag von Niederösterreich (ÖVP)